# East Dorset
East Dorset var mellan 1974 och 2019 ett distrikt i Storbritannien. Det låg i grevskapet Dorset och riksdelen England, i den södra delen av landet, 150 km sydväst om huvudstaden London. Distriktsförvaltningen fanns i Furzehill utanför Wimborne Minster. Distriktet hade 87 166 invånare (2011).
Distriktet hette mellan 1974 och 1988 Wimborne. Den 1 april 2019 blev det en del av den nya enhetskommunen Dorset.